# 19.30
19.30 (zapis stylizowany i9.30) – polski program informacyjny emitowany na antenie TVP1, TVP Polonia i TVP Info od 21 grudnia 2023 roku, następca emitowanych od 1989 roku Wiadomości.

## Historia powstania
19 grudnia 2023 Sejm podjął uchwałę ws. przywrócenia ładu prawnego oraz bezstronności i rzetelności mediów publicznych. Za jej przyjęciem było 244 posłów, przeciw – 84, a 16 osób wstrzymało się od głosu. Tego samego dnia minister kultury i dziedzictwa narodowego, Bartłomiej Sienkiewicz, powołał nowe rady nadzorcze Telewizji Polskiej, Polskiego Radia i Polskiej Agencji Prasowej, które powołały nowe zarządy spółek. 20 grudnia 2023 po godzinie 11.18 kanał TVP Info przestał nadawać, a w miejscu TVP3 był nadawany sygnał kanału TVP2. Pracownicy TVP Info próbowali początkowo nadawać na żywo na Facebooku i YouTube TVP, te jednak zostały wyłączone.
Część prawników wskazuje, że takie działania ministra kultury były możliwe na podstawie kodeksu spółek handlowych, ponieważ nie istniał wówczas w pełni legalny organ, który by mógł reprezentować Skarb Państwa jako jedynego akcjonariusza TVP. Przepisy o Radzie Mediów Narodowych zostały uznane za niekonstytucyjne przez Trybunał Konstytucyjny, czyli ani ta Rada, ani Krajowa Rada Radiofonii i Telewizji nie mogły reprezentować akcjonariusza TVP.
20 grudnia o 19.30 zamiast kolejnego wydania Wiadomości TVP1 nadała wypowiedź Marka Czyża:

Dzień dobry państwu. Jak państwo z pewnością zauważyli, zaszły pewne zmiany, więc mają państwo prawo oczekiwać wyjaśnień. Więc pozwolą państwo, że wyjaśnię. Żaden polski obywatel, który finansuje działanie telewizji publicznej, nie ma żadnego obowiązku wsłuchiwać się w propagandę, czyjąkolwiek. Każdy polski obywatel, który finansuje media publiczne, ma prawo żądać od nich rzetelnej, profesjonalnej i uczciwej informacji. Dlatego proponuję państwu, jak sądzę, uczciwą umowę – od jutra Wiadomości będą państwu prezentowały fotografię świata i dnia, z wszystkim, co przyniesie. Fotografię, a nie obraz, bo to nie jest to samo. Obraz w tych studiach malowano przez osiem lat wyłącznie starannie dobranymi barwami. I zapewniam państwa, że to się właśnie kończy. Zamiast propagandowej zupy, chcemy państwu zaproponować czystą wodę. Nie dlatego, że jest szlachetna, ale dlatego, że nie niesie żadnych nachalnych smaków. I obiecuję państwu, że to się właśnie od teraz zaczyna. Dziś nie będzie Wiadomości, ale jutro podamy państwu informacyjny program Telewizji Polskiej, niezawodnie o 19.30. Nazywam się Marek Czyż, serdecznie zapraszam.

21 grudnia, zgodnie z zapowiedzią, ukazało się pierwsze wydanie programu 19.30.

## Redaktorzy naczelni19.30
- Paweł Płuska (od 21 grudnia 2023[6])

## Prezenterzy
- Marek Czyż (od 21 grudnia 2023[2])
- Joanna Dunikowska-Paź (od 23 grudnia 2023[7])
- Zbigniew Łuczyński (od 30 grudnia 2023[8])
- Monika Sawka (od 2 lutego 2024[9])
- Dominika Komarnicka (od 22 kwietnia 2025[10])

## Dodatkowe serwisy

### Program publicystyczny
Od 29 grudnia 2023 do 1 kwietnia 2024 roku codziennie po zakończeniu 19.30 emitowany był program publicystyczny Gość 19.30, który stanowił uzupełnienie głównego wydania programu.
Od 2 kwietnia 2024 roku, codziennie o godz. 19:58, po zakończeniu wydania 19.30 emitowany jest program publicystyczny Pytanie dnia.

### Wydanie boczne
9 września 2024 serwis otrzymał wydanie boczne o nazwie 14.30 emitowane w dni powszednie o godzinie 14:30 na antenie stacji TVP Info i TVP3. Jego prowadzącymi są prezenterzy głównego wydania programu 19.30.

## Produkcja
Program jest przygotowywany w głównej siedzibie TVP przy ul. Woronicza, do 29 września 2024 redakcja korzystała z pomieszczeń TVP Sport i TVP World, natomiast studio emisyjne w pierwszych dniach emisji znajdowało się w obiekcie wynajmowanym od firmy ZPR Media, zlokalizowanym przy ul. Wał Miedzeszyński. Od 30 grudnia 2023 do 29 września 2024 roku studio emisyjne mieściło się w dawnym studiu TVP World przy ulicy Woronicza.
13 maja 2024 roku program przeszedł lifting w postaci zmiany części elementów oprawy graficznej.
29 września końcówkę programu nadano z nowego studia TVP Info, a od 30 września 2024 roku nadawany jest tam w pełni.

## Odbiór
Premierowe pierwsze wydanie programu wyemitowane 21 grudnia 2023 obejrzało średnio ponad 4 miliony widzów, natomiast średnia oglądalność pierwszych sześciu wydań wyniosła 2,74 mln.

## Kontrowersje
Programom informacyjnym TVP nadawanym po 20 grudnia 2023 roku część publicystów i medioznawców zarzuca upolitycznienie, brak obiektywizmu i sprzyjanie rządzącej koalicji KO-PSL-PL2050-NL i trzeciemu rządowi premiera Donalda Tuska. W wydaniu z 10 lutego 2024 r. pokazano wyniki sondażu United Surveys dla Wirtualnej Polski wskazującego, jaka partia zdaniem badanych Polaków wygra wybory samorządowe w 2024 r. W programie podpisano je jako Poparcie dla partii politycznych w wyborach samorządowych. Wywołało to oskarżenia o manipulację. 19 lutego 2024 organizacja factcheckingowa Demagog opublikowała wynik analizy porównawczej 19.30 z innymi programami informacyjnymi (Fakty, Wydarzenia) podsumowując wynik tytułem: „Pomijanie informacji, memy z Dudą i krytyka CPK. Sprawdzamy nowe TVP”. Media internetowe przytaczające ten raport kwestionują bezstronność programu informacyjnego emitowanego przez TVP. Analiza przygotowana była wraz z Instytutem Monitorowania Mediów.

## Studia
| Czas                               | Opis |
| ---------------------------------- | --- |
| 21 grudnia 2023 – 29 grudnia 2023  | Studio mieściło się w obiekcie ZPR Media, zlokalizowanym przy ul. Wał Miedzeszyński. Znajdował się w nim ekran, przed którym stał prezenter. |
| 30 grudnia 2023 – 29 września 2024 | Studio dawniej używane przez TVP World, mieszące się w głównej siedzibie Telewizji Polskiej przy ulicy Woronicza 17. Na środku znajdował się biały, okrągły stół, a wokół kolumny z ekranami. Za prezenterem duży ekran, na którym widniało tło programu utrzymane w ciemnoniebieskich odcieniach z migającymi, białymi paskami, a po liftingu, którego dokonano 13 maja było całkowicie błękitne. Nadawany był w nim również program publicystyczny Gość 19.30. 3 kwietnia 2024 roku w studiu pojawił się dodatkowy stół służący do rozmowy z gośćmi w programie Pytanie dnia.       |
| od 30 września 2024                | Od 30 września 2024 roku program nadawany jest w pełni ze studia TVP Info. Na jego środku znajduje się ogromny stół, sprawiający wrażenie lewitującego, na którym wyświetlane jest logo programu. Za prowadzącym znajduje się ogromny ekran, gdzie wyświetlane jest ciemnoniebieskie tło. Na przeciwko stołu prezenterskiego znajduje się drugi ekran, na którym często pokazywane są sondaże bądź wykresy oraz ogromna przeszklona ściana, zza której widać reżyserkę. Stoi tam również drugi stół, przy którym prowadzący rozmawiają z gośćmi zaproszonymi do programu Pytanie dnia |